# Абдулькадим Заллум
Абдулькади́м Заллу́м (также Абд аль-Кади́м Заллу́м, араб. عبد القديم زلوم‎; 1924, Хеврон, Палестина — 29 апреля 2003, Бейрут, Ливан) — исламский политик, руководитель (эмир) международной панисламистской партии «Хизб ут-Тахрир аль-Ислами» с 1977 по 2003 год.

## Биография
Абдулькадим Заллум родился в 1924 году в городе Хеврон в Палестине. Его полное имя вместе с насабами: Абдулькадим ибн Юсуф ибн Абдулькадим ибн Юнус ибн Ибрахим Заллум.
Отец, Юсуф Заллум, был хафизом Корана и работал учителем в школе в период правления Османской империи в Палестине.
Двоюродный дед Заллума, Абдульгаффар Юнус Заллум, был муфтием Хеврона в период правления Османской империи. В качестве знака почёта, предоставленного властями империи, семейство Заллум входило в число семей, отвечающих за службу в мечети «Ибрахими» (Пещере Патриархов) в Хевроне.
Заллум вырос и провёл юношеские годы в Хевроне, где он учился в школе «аль-Ибрахимия». В 1939 году он поступил в школу при Университете аль-Азхар, которую окончил в 1942 году, а затем учился в Университете аль-Азхар, где в 1947 получил диплом высшего образования, а в 1949 году — диплом в области исламского правосудия (араб. القضاء‎), эквивалентный докторской степени.
В 1949 году, по окончании Арабо-израильской войны, вернулся на Западный берег реки Иордан, находившийся в тот период под иорданской оккупацией, и начал преподавать в исламской школе в Вифлееме. С 1951 года преподавал в школе имени Усамы ибн Мункыза в Хевроне.
Заллум состоял в иерусалимском филиале движения «Братья-мусульмане», однако в 1952 году он и двое его единомышленников из того же филиала — Асад и Раджаб Тамими — покинули движение и присоединились к отставному кадию и богослову Такиюддину ан-Набхани с целью основать под руководством ан-Набхани собственную политическую силу — политическую партию «Хизб ут-Тахрир аль-Ислами» («Партия исламского освобождения»), основную доктрину которой составляет возрождение исламской уммы, очищения её от наследия колониализма и восстановления исламского образа жизни путём её объединения в единое исламское государство (Халифат), возведённое на обломках существующих режимов и занимающееся насаждением и распространением ислама на глобальной основе. Хоть иорданские власти и отказали партии в регистрации, движение «Хизб ут-Тахрир аль-Ислами» под руководством ан-Набхани развернуло подпольную деятельность на Западном берегу реки Иордан, а затем и в некоторых других арабских странах.
Заллум присоединился к партийной деятельности Набхани с момента основания «Хизб ут-Тахрир аль-Ислами», а в 1956 году стал членом руководства партии и доверенным лицом её руководителя (эмира) ан-Набхани. В 1954 и 1956 году выступал в качестве независимого кандидата на выборах в Палату представителей Иордании, и, хоть кандидатам, связанным с движением, удалось получить одно место в палате на данных выборах, сам Заллум не был избран. В этот период Заллум также проводил богословские лекции в мечети «Ибрахими» (Пещере Патриархов) в Хевроне.
Вскоре после этого Заллум был арестован иорданскими властями и провёл несколько лет в заключении в иорданской тюрьме Аль-Джафр для политзаключённых.
После смерти Набхани в 1977 году Заллум был избран руководителем (эмиром) партии «Хизб ут-Тахрир аль-Ислами». За период деятельности Заллума на посту сфера деятельности партии была расширена, и она достигла мусульман Европы, Юго-Восточной и Средней Азии, а также России, Северной Африки, США и Австралии. В этот период штаб-квартира движения переехала в Лондон.
В последние годы периода руководства Заллума произошёл кризис в отношениях Заллума с группой внутренней оппозиции в партии, однако Заллуму удалось преодолеть кризис и удержаться у руководства партии.
17 марта 2003 года Заллум заявил о снятии с себя полномочий руководителя партии в связи с преклонным возрастом и состоянием здоровья. Новым руководителем «Хизб ут-Тахрир аль-Ислами» был избран Ата Абу Рашта.
Заллум скончался 29 апреля 2003 года (27 числа месяца Сафар 1423 года по хиджре) в возрасте 80 лет в Бейруте, Ливан.

## Публикации
Заллум написал и опубликовал, помимо прочего, следующие труды:
- «Имущественные достояния Халифата» (араб. الأموال في الدولة الخلافة‎); в переводе на английский: Funds in the Khilafah State (англ.). — CreateSpace Independent Publishing Platform, 2007. — 194 p. — ISBN 1548173444.
- Новое расширенное издание работы Такиюддина ан-Набхани «Система правления в исламе» (араб. نظام الحكم في الإسلام‎)
- «Демократия — система безбожия» (араб. الديمقراطية نظام كفر‎)
- «Шариатское решение относительно клонирования, трансплантации органов и других вопросов» (араб. الحكم الشرعي في الاستنساخ ونقل الأعضاء وأمور أخرى‎)
- «Подход Хизб ут-Тахрир к переменам» (араб. منهج حزب التحرير في التغيير‎)
- «Знакомство с Хизб-ут-Тахрир» (араб. التعريف بحزب التحرير‎)
- «Американская кампания по искоренению ислама» (араб. الحملة الأمريكية للقضاء على الإسلام‎)
- «Крестовый поход Джорджа Буша против мусульман» (араб. الحملة الصليبية لجورج بوش على المسلمين‎)
- «Потрясения на рынке капитала» (араб. هزة الأسواق المالية‎)
- «Неизбежность столкновения цивилизаций» (араб. حتمية صراع الحضارات‎)

Работа Такиюддина Набхани «Как был разрушен Халифат» (араб. كيف هُدمت الخلافة‎) (1962) была опубликована под авторством Заллума после введения запрета на публикацию трудов Набхани.